# Storhaug

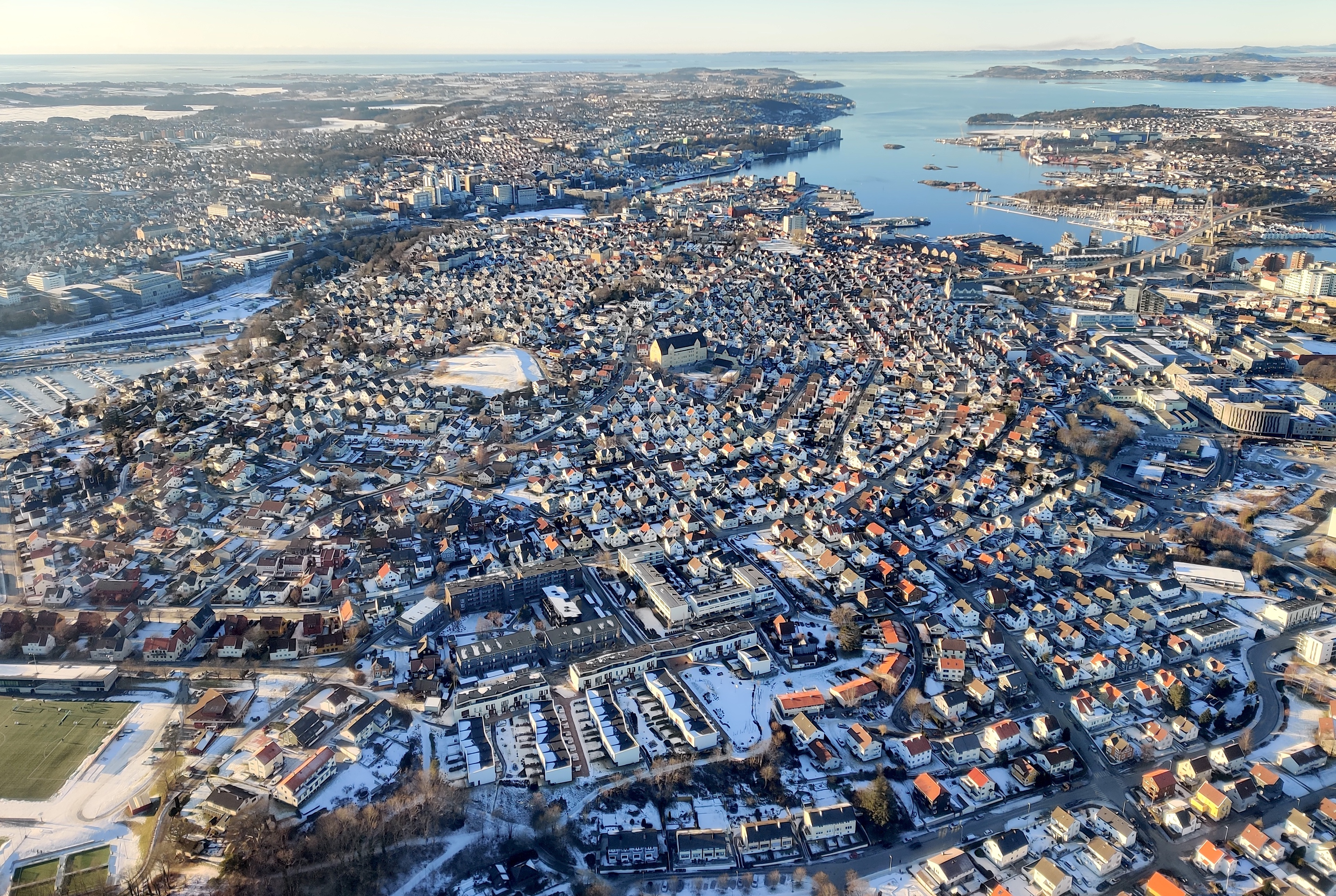
Storhaug från luften.

Storhaug är en stadsdel i Stavanger, Norge, med 12 349 invånare (2006). Fastlandsdelen av stadsdelen är, med 3 832 invånare per km² (2006), det tätast befolkade området i Stavanger.